# Магазейские
 Магазейские  — деревня в Яранском районе Кировской области в составе Салобелякского сельского поселения.

## География
Расположена на расстоянии примерно 20 км по прямой на юг-юго-восток от города Яранск.

## История
Упоминается с 1802 года как деревня Сала Беляк с 26 дворами. В 1873 году здесь (Салобеляк или Магазейская) дворов 38 и жителей 247, в 1905 57 и 347, в 1926 57 и 305 (230 мари), в 1989 19 жителей. Настоящее название утвердилось с 1939 года.

## Население
Постоянное население составляло 4 человека (мари 100%) в 2002 году, 4 в 2010.